# Бэрвилл
Бэрвилл (англ. Bearville) — тауншип в округе Айтаска, Миннесота, США. На 2010 год его население составило 205 человека. Тауншип был назван в честь озера и реки Бэр.

## География
По данным Бюро переписи населения США площадь тауншипа составляет 188,9 км², из которых 186,0 км² занимает суша, а 2,9 км² — вода (1,55 %).
Через тауншип проходит  дорога 65 штата Миннесота.

## Население
В 2010 году на территории тауншипа проживало 205 человек (из них 52,2 % мужчин и 47,8 % женщин), насчитывалось 95 домашнее хозяйство и 68 семей. На территории города было расположено 712 построек со средней плотностью 1,4 построек на один квадратный километр суши. Расовый состав: белые — 94,1 %, афроамериканцы — 2,0 %, коренные американцы — 1,0 %.
Население города по возрастному диапазону по данным переписи 2010 года распределилось следующим образом: 19,0 % — жители младше 21 года, 48,3 % — от 21 до 65 лет и 32,7 % — в возрасте 65 лет и старше. Средний возраст населения — 57,9 лет. На каждые 100 женщин в Бэрвилле приходилось 109,2 мужчин, при этом на 100 совершеннолетних женщин приходилось уже 109,5 мужчин сопоставимого возраста.
Из 95 домашних хозяйств 71,6 % представляли собой семьи: 64,2 % совместно проживающих супружеских пар (9,5 % с детьми младше 18 лет); 4,2 % — женщины, проживающие без мужей, 3,2 % — мужчины, проживающие без жён. 28,4 % не имели семьи. В среднем домашнее хозяйство ведут 2,16 человека, а средний размер семьи — 2,53 человека. В одиночестве проживали 24,2 % населения, 8,5 % составляли одинокие пожилые люди (старше 65 лет).
В 2014 году из 145 человек старше 16 лет имели работу 57. В 2014 году медианный доход на семью оценивался в 52 750 $, на домашнее хозяйство — в 46 250 $. Доход на душу населения — 25 858 $ в год.